# チャールズ・ジョン・アンダーソン

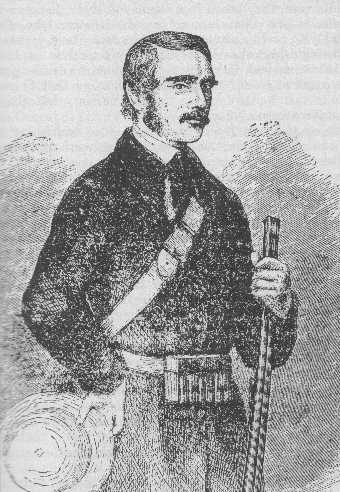
Charles Andersson

チャールズ・ジョン・アンダーソン（Charles John Andersson、またはKarl John (Karl Johan) Andersson、1827年3月4日 - 1867年7月9日）は、スウェーデン生まれの冒険家、狩猟家、アマチュア博物学者である。ナミビアなど南部アフリカの旅行記などを残した。

## 生涯
スウェーデンのヴェルムランド地方にうまれた。父親はイギリスの狩猟家Llewellyn Lloyd で、スウェーデン人の召使いとの子である。スウェーデンで育ち、父親の狩猟に同行し、スウェーデンの自然を学び、生物標本を集めた。1847年にルンド大学に入学した。1849年に標本を売って世界を探検するための資金を得るためにロンドンに渡った。ロンドンで冒険家のフランシス・ゴルトンと出会った。2人は南部アフリカの探検を行った。1850年の夏、喜望峰に渡り、現在のナミビアを探検した。少し前に、デイヴィッド・リヴィングストンらが発見したンガミ湖を探したが、見つけることができなかった。ゴルトンがロンドンに戻った後も、アンダーソンのは留まり、ンガミ湖の捜索を続け、1853年に到達した。1855年にロンドンに戻り、"Lake Ngami"を出版し、その年のうちに再びアフリカに戻った。ロンドンでは、アフリカ大陸南西部における探検の功績に対して、王立地理学会から金メダルを贈られた。
しばらく鉱山のマネージャーとして雇われた後、探検を再開し、1859年にオカヴァンゴ川に達し、この探検の記録は"The Okavango River"として出版された。しばしば資金に窮し、出版費用などを借りなければならなかった。
1867年に自分の商売の交渉のためにアンゴラのポルトガル人居留地をめざすが、クネネ川を渡ることができず引き返す途中で没した。父親によって、アンダーソンの記録から"Notes of Travel in South-Western Africa"が出版された。

## 著書
- Andersson, Charles John (1856). Lake Ngami, or Explorations and Discoveries in the Wilds of Southern Africa. New York.
- Andersson, Charles John (1861). The Okavango River, a Narrative of Travel, Exploration and Adventure. London.
- Andersson, Charles John (1873). The Lion and The Elephant. London.
- Andersson, Charles John (1875). Notes of Travel in South-Western Africa (PDF). New York.

書簡集
- Andersson, Charles John. (1987) The Matchless Copper Mine in 1857: Correspondence of Manager C. J. Andersson, edited by Brigitte Lau. Windhoek: National Archives, Namibia.
- Andersson, Charles John. (1989) Trade and Politics in Central Namibia 1860-1864: Diaries and Correspondence. Windhoek: Archives Services Division, Dept. of National Education.

## アンダーソンに関する著作
- Wallis, J.P.R. (1936). Fortune my Foe: The Story of Charles John Andersson, African Explorer 1827-1867. London.
- Bjelfvenstam, Bo (1994). Charles John Andersson: Upptäckare, jägare, krigare Explorer 1827-1867 (in Swedish). Stockholm: Carlsson. ISBN 91-7798-898-1.
- Pettersson, Christer L (2008). In the footsteps of Mr Andersson - milestones in Swedish-Namibia relations. Johannesburg: David Krut Publishing. ISBN 9780981404295.